# Heather Watson
Heather Miriam Watson (Guernsey, 19 maggio 1992) è una tennista britannica.
Tennista proveniente dalle Isole del Canale, nel corso della sua carriera ha vinto in totale 9 titoli WTA: quattro in singolare, quattro in doppio femminile e uno in doppio misto. Quest'ultimo è quello più importante della sua carriera, si tratta di Wimbledon 2016 vinto in coppia con il tennista finlandese Henri Kontinen. Sempre nello Slam londinese, vanta un'altra finale raggiunta un anno più tardi, dove lei e Kontinen sono stati sconfitti. Per quanto riguarda le altre apparizioni Slam, si è spinta quattro volte fino al terzo turno in singolare: una agli Australian Open 2013 e tre a Wimbledon nel 2012, 2015 e 2017. Mentre in doppio femminile ha disputato i quarti di finale a Wimbledon nel 2018.
Grazie alla vittoria del titolo a Osaka nel 2012, diventa la prima tennista britannica ad aggiudicarsi un torneo dal 1988, quando a festeggiare fu Sara Gomer.
Il 19 gennaio 2015 si issa alla 38ª posizione della classifica WTA, mentre in doppio il suo best ranking è la 42ª posizione raggiunta il 20 agosto 2018.

## Biografia
Figlia di Michelle (una donna della Papua Nuova Guinea) e Ian Watson, ha un fratello, Adam, e due sorelle, Stephanie e Julie; è a tutt'oggi la miglior tennista proveniente dalle Isole del Canale. Entrò al Nick Bollettieri Tennis Academy.

## Carriera
Nel 2008 con Tara Moore arrivò ai quarti del torneo di Wimbledon 2008 - Doppio ragazze.

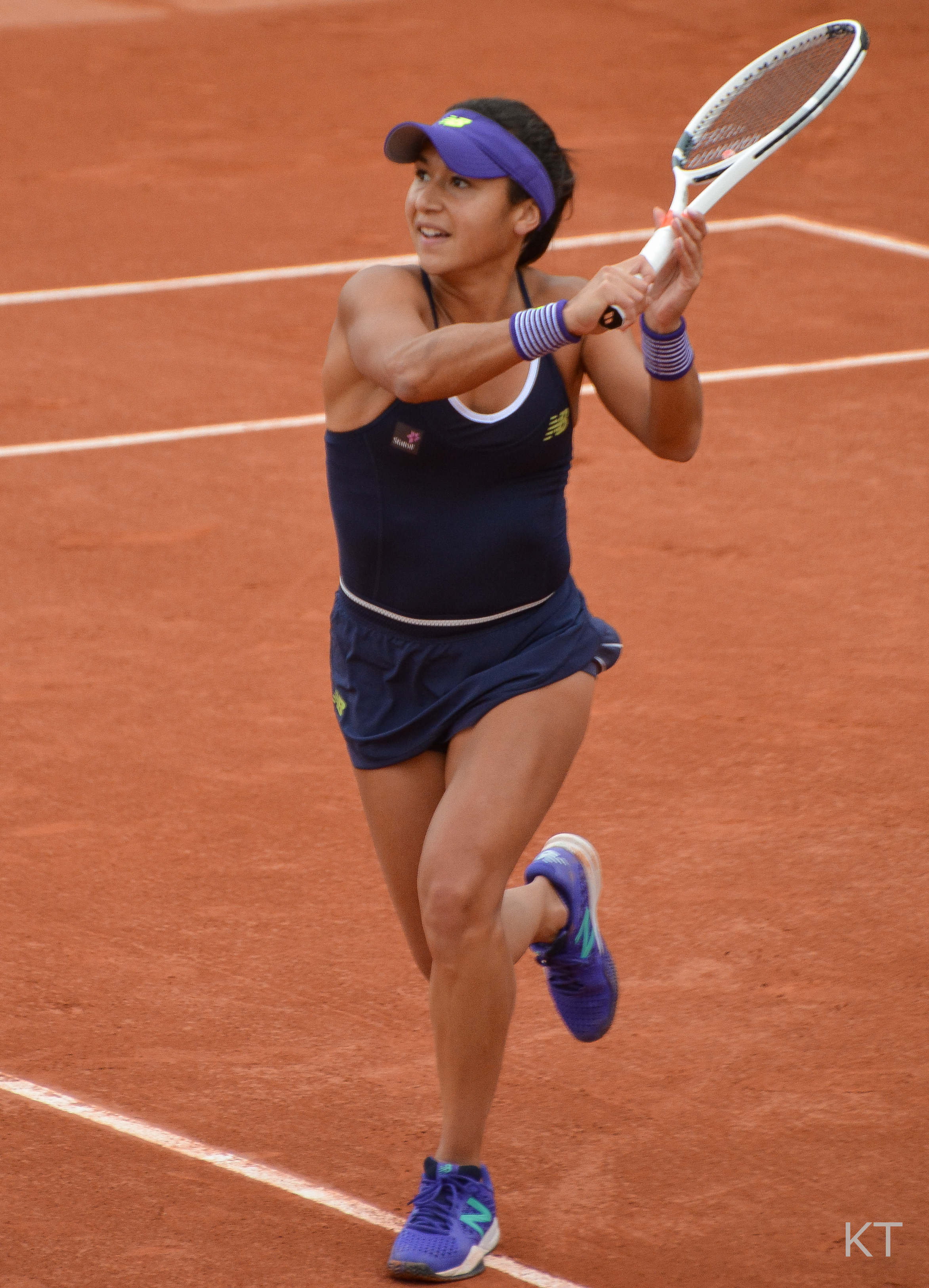
Heather Watson all'Open di Francia 2016

Nel 2009 vinse l'US Open 2009 - Singolare ragazze con un punteggio di 6–4, 6–1 in finale contro Yana Buchina. Nello stesso anno all'Open di Francia 2009 - Doppio ragazze (in coppia con Tímea Babos) arrivò in finale venendo sconfitta da Elena Bogdan e Noppawan Lertcheewakarn che vinsero con 3–6, 6–3, 10–8; al singolo della stessa competizione non superò il primo turno.
Nel 2010 in coppia con Jocelyn Rae partecipò al torneo di Wimbledon 2010 - Doppio femminile, mentre in singolo si esibì a varie competizioni come il Sony Ericsson Open 2010 - Singolare femminile e l'AEGON Classic 2010 - Singolare senza brillare.
Il 14 ottobre 2012 si aggiudica il primo titolo WTA della carriera al torneo di Osaka battendo in finale Kai-Chen Chang con il punteggio di 7-5, 5-7, 7–6(4) dopo 3 ore e 12 minuti di gioco. L'affermazione in questo torneo della Watson rappresenta la prima vittoria in un torneo WTA di una tennista britannica dopo 24 anni di astinenza. Infatti, l'ultima britannica a vincere un torneo era stata Sara Gomer nel 1988 al Northern California Open.
Sempre nel 2012 ha partecipato alle Olimpiadi, dove ha perso al secondo turno.
Il 17 gennaio 2015 vince il secondo titolo della carriera ad Hobart, dove batte in finale Madison Brengle per 6-3 6-4.
Raggiunge, nel 2015, il primo terzo turno della carriera a Wimbledon, dove viene sconfitta dalla futura campionessa Serena Williams. Heather tuttavia è andata molto vicina al successo contro la numero 1 del mondo poiché nel terzo set è andata a servire per l'incontro avanti 5-4, prima di essere rimontata dall'avversaria 7-5.
Nell'edizione di Wimbledon 2016 vince per la prima volta in carriera uno Slam, succedendo assieme a Henri Kontinen nella conquista del titolo di doppio misto.
Nel 2017 raggiunge la sua seconda finale Slam in coppia con Kontinen sempre a Wimbledon. Stavolta, non riescono a prevalere nell'atto finale.
Nel 2019 a Tianjin disputa la quarta finale in carriera. Qui, si impone su Kateryna Bondarenko per 6-4 7–6(3), Wang Qiang (ex Top 15) per 6-3 6-0, Magda Linette per 7-5 6(4)–7 7–6(6) e Veronika Kudermetova per 6-1 6-4. Tuttavia, viene sconfitta per la prima volta in carriera nell'atto finale da Rebecca Peterson con un doppio 4-6.
Dopo quattro anni di digiuno, nel 2020 vince il quarto titolo in carriera ad Acapulco superando in finale Leylah Annie Fernandez, con il punteggio di 6-4 6(8)–7 6-1. Nella corsa al titolo, si sbarazza di Coco Vandeweghe per 4-6 6-4 6-4, Kateryna Bondarenko per 7–6(2) 6-2, Christina McHale per 6-3 1-6 6-1 e Xiyu Wang per 6-4 7–6(6).

## Statistiche WTA

### Singolare

#### Vittorie (4)
| Legenda               | Legenda      |
| --------------------- | ------------ |
| Grande Slam (0)       |              |
| Ori Olimpici (0)      |              |
| WTA Finals (0)        |              |
| WTA Elite Trophy (0)  |              |
| Dal 2009 al 2020      | Dal 2021     |
| Premier Mandatory (0) | WTA 1000 (0) |
| Premier 5 (0)         | WTA 1000 (0) |
| Premier (0)           | WTA 500 (0)  |
| International (4)     | WTA 250 (0)  |

| N. | Data             | Torneo                              | Superficie | Avversaria in finale | Punteggio        |
| 1. | 14 ottobre 2012  | Japan Women's Open, Osaka           | Cemento    | Kai-Chen Chang       | 7-5, 5-7, 7-6(4) |
| 2. | 17 gennaio 2015  | Hobart International, Hobart        | Cemento    | Madison Brengle      | 6-3, 6-4         |
| 3. | 6 marzo 2016     | Monterrey Open, Monterrey           | Cemento    | Kirsten Flipkens     | 3-6, 6-2, 6-3    |
| 4. | 29 febbraio 2020 | Abierto Mexicano de Tenis, Acapulco | Cemento    | Leylah Fernandez     | 6-4, 6(8)-7, 6-1 |

#### Sconfitte (1)
| Legenda               | Legenda      |
| --------------------- | ------------ |
| Grande Slam (0)       |              |
| Argenti Olimpici (0)  |              |
| WTA Finals (0)        |              |
| WTA Elite Trophy (0)  |              |
| Dal 2009 al 2020      | Dal 2021     |
| Premier Mandatory (0) | WTA 1000 (0) |
| Premier 5 (0)         | WTA 1000 (0) |
| Premier (0)           | WTA 500 (0)  |
| International (1)     | WTA 250 (0)  |

| N. | Data            | Torneo                 | Superficie | Avversaria in finale | Punteggio |
| 1. | 13 ottobre 2019 | Tianjin Open, Tientsin | Cemento    | Rebecca Peterson     | 4-6, 4-6  |

### Doppio

#### Vittorie (5)
| Legenda               | Legenda      |
| --------------------- | ------------ |
| Grande Slam (0)       |              |
| Ori Olimpici (0)      |              |
| WTA Finals (0)        |              |
| WTA Elite Trophy (0)  |              |
| Dal 2009 al 2020      | Dal 2021     |
| Premier Mandatory (0) | WTA 1000 (0) |
| Premier 5 (0)         | WTA 1000 (0) |
| Premier (1)           | WTA 500 (0)  |
| International (3)     | WTA 250 (1)  |

| N. | Data           | Torneo                              | Superficie | Compagna          | Avversarie in finale                 | Punteggio        |
| 1. | 16 luglio 2012 | Bank of the West Classic, Stanford  | Cemento    | Marina Eraković   | Jarmila Gajdošová Vania King         | 7-5, 7-6(7)      |
| 2. | 25 agosto 2012 | Texas Tennis Open, Dallas           | Cemento    | Marina Eraković   | Līga Dekmeijere Irina Falconi        | 6-3, 6-0         |
| 3. | 27 luglio 2014 | Baku Cup, Baku                      | Cemento    | Aleksandra Panova | Ioana Raluca Olaru Shahar Peer       | 6-2, 7-6(3)      |
| 4. | 3 marzo 2018   | Abierto Mexicano de Tenis, Acapulco | Cemento    | Tatjana Maria     | Kaitlyn Christian Sabrina Santamaria | 7-5, 2-6, [10-2] |
| 5. | 30 luglio 2023 | Poland Open, Varsavia               | Cemento    | Yanina Wickmayer  | Weronika Falkowska Katarzyna Piter   | 6-4, 6-4         |

#### Sconfitte (9)
| Legenda               | Legenda      |
| --------------------- | ------------ |
| Grande Slam (0)       |              |
| Argenti Olimpici (0)  |              |
| WTA Finals (0)        |              |
| WTA Elite Trophy (0)  |              |
| Dal 2009 al 2020      | Dal 2021     |
| Premier Mandatory (0) | WTA 1000 (0) |
| Premier 5 (0)         | WTA 1000 (0) |
| Premier (0)           | WTA 500 (2)  |
| International (5)     | WTA 250 (2)  |

| N. | Data              | Torneo                           | Superficie    | Compagna           | Avversarie in finale                  | Punteggio              |
| 1. | 16 settembre 2012 | Bell Challenge, Québec           | Sintetico (i) | Alicja Rosolska    | Tatjana Maria Kristina Mladenovic     | 6(5)-7, 7-6(6), [7-10] |
| 2. | 14 ottobre 2012   | Japan Women's Open, Osaka        | Cemento       | Kimiko Date-Krumm  | Raquel Kops-Jones Abigail Spears      | 1-6, 4-6               |
| 3. | 16 ottobre 2016   | Hong Kong Open, Hong Kong        | Cemento       | Naomi Broady       | Chan Hao-ching Chan Yung-jan          | 3-6, 1-6               |
| 4. | 17 giugno 2018    | Nottingham Open, Nottingham      | Erba          | Mihaela Buzărnescu | Alicja Rosolska Abigail Spears        | 3-6, 6(5)-7            |
| 5. | 24 febbraio 2019  | Hungarian Ladies Open, Budapest  | Cemento (i)   | Fanny Stollár      | Ekaterina Aleksandrova Vera Zvonarëva | 4-6, 6-4, [7-10]       |
| 6. | 20 marzo 2021     | Monterrey Open, Monterrey        | Cemento       | Zheng Saisai       | Caroline Dolehide Asia Muhammad       | 2-6, 3-6               |
| 7. | 18 giugno 2023    | Nottingham Open, Nottingham (2)  | Erba          | Harriet Dart       | Ulrikke Eikeri Ingrid Neel            | 6(6)-7, 7-5, [8-10]    |
| 8. | 6 gennaio 2024    | Brisbane International, Brisbane | Cemento       | Greet Minnen       | Ljudmyla Kičenok Jeļena Ostapenko     | 5-7, 2-6               |
| 9. | 11 febbraio 2024  | Abu Dhabi Open, Abu Dhabi        | Cemento       | Linda Nosková      | Sofia Kenin Bethanie Mattek-Sands     | 4-6, 6(4)-7            |

### Doppio misto

#### Vittorie (1)
| Tornei del Grande Slam  |
| ----------------------- |
| Australian Open (0)     |
| Open di Francia (0)     |
| Torneo di Wimbledon (1) |
| US Open (0)             |
| Ori Olimpici (0)        |

| N. | Data           | Torneo                      | Superficie | Partner        | Avversari in finale              | Punteggio   |
| 1. | 10 luglio 2016 | Torneo di Wimbledon, Londra | Erba       | Henri Kontinen | Robert Farah Anna-Lena Grönefeld | 7–6(5), 6–4 |

#### Sconfitte (1)
| Tornei del Grande Slam  |
| ----------------------- |
| Australian Open (0)     |
| Open di Francia (0)     |
| Torneo di Wimbledon (1) |
| US Open (0)             |
| Argenti Olimpici (0)    |

| N. | Data           | Torneo                      | Superficie | Partner        | Avversari in finale         | Punteggio |
| 1. | 16 luglio 2017 | Torneo di Wimbledon, Londra | Erba       | Henri Kontinen | Jamie Murray Martina Hingis | 4-6, 4-6  |

## Circuito WTA 125

### Doppio

#### Sconfitte (2)
| N. | Data            | Torneo                         | Superficie  | Compagna           | Avversarie in finale                   | Punteggio   |
| 1. | 28 ottobre 2023 | Abierto Tampico, Tampico       | Cemento     | Sabrina Santamaria | Kamilla Rachimova Anastasija Tichonova | 6(5)-7, 2-6 |
| 2. | 2 dicembre 2023 | Andorrà Open, Andorra la Vella | Cemento (i) | Tímea Babos        | Ėrika Andreeva Céline Naef             | 2-6, 1-6    |

## Statistiche ITF

### Singolare

#### Vittorie (8)
| Torneo $100.000 (3) |
| Torneo $80.000 (0)  |
| Torneo $75.000 (0)  |
| Torneo $60.000 (1)  |
| Torneo $50.000 (1)  |
| Torneo $40.000 (1)  |
| Torneo $25.000 (1)  |
| Torneo $15.000 (0)  |
| Torneo $10.000 (1)  |

| N. | Data             | Torneo                                     | Superficie  | Avversaria in finale      | Score          |
| 1. | 19 luglio 2009   | AEGON Pro Series Frinton, Frinton-on-Sea   | Erba        | Anna Fitzpatrick          | 4-6, 6-4, 6-2  |
| 2. | 25 luglio 2010   | AEGON Pro Series Wrexham, Wrexham          | Cemento     | Sania Mirza               | 6-2, 6-4       |
| 3. | 7 novembre 2010  | Tevlin Women's Challenger, Toronto         | Cemento (i) | Alizé Lim                 | 6-3, 6-3       |
| 4. | 16 febbraio 2014 | Dow Corning Tennis Classic, Midland        | Cemento (i) | Ksenija Pervak            | 6-4, 6-0       |
| 5. | 18 maggio 2014   | Sparta Prague WTA, Praga                   | Terra rossa | Anna Karolína Schmiedlová | 7-6(5), 6-0    |
| 6. | 12 maggio 2019   | Fukuoka International Women's Cup, Fukuoka | Sintetico   | Zarina Dijas              | 7-6(1), 7-6(4) |
| 7. | 18 agosto 2019   | Vancouver Open, Vancouver                  | Cemento     | Sara Sorribes Tormo       | 7-5, 6-4       |
| 8. | 21 luglio 2024   | Lexus GB Pro-Series Nottingham, Nottingham | Cemento     | Manon Léonard             | 6-3, 6-0       |

#### Sconfitte (8)
| Torneo $100.000 (3) |
| Torneo $80.000 (0)  |
| Torneo $75.000 (1)  |
| Torneo $60.000 (1)  |
| Torneo $50.000 (0)  |
| Torneo $40.000 (2)  |
| Torneo $25.000 (1)  |
| Torneo $15.000 (0)  |
| Torneo $10.000 (0)  |

| N. | Data              | Torneo                                     | Superficie  | Avversaria in finale | Score            |
| 1. | 25 settembre 2011 | AEGON Pro Series Shrewsbury, Shrewsbury    | Cemento (i) | Mona Barthel         | 0–6, 3–6         |
| 2. | 11 giugno 2017    | Surbiton Trophy, Surbiton                  | Erba        | Magdaléna Rybáriková | 4–6, 5–7         |
| 3. | 20 agosto 2018    | Vancouver Open, Vancouver                  | Cemento     | Misaki Doi           | 7–6(4), 1–6, 4–6 |
| 4. | 23 ottobre 2022   | GB Pro-Series Glasgow, Glasgow             | Cemento (i) | Yuriko Miyazaki      | 7-5, 6(5)-7, 2-6 |
| 5. | 18 febbraio 2023  | GB Pro-Series Glasgow, Glasgow             | Cemento (i) | Marie Benoît         | 6-3, 4-6, 1-6    |
| 6. | 30 aprile 2023    | Ladies Open de Calvi-Eaux de Zilla, Calvi  | Cemento     | Lucrezia Stefanini   | 2-6, 6-3, 3-6    |
| 7. | 18 febbraio 2024  | Lexus GB Pro-Series Roehampton, Roehampton | Cemento (i) | Lulu Sun             | 5-7, 5-7         |
| 8. | 20 ottobre 2024   | GB Pro-Series Shrewsbury, Shrewsbury       | Cemento (i) | Sonay Kartal         | 5-7, 1-4 rit.    |

### Doppio

#### Vittorie (4)
| Torneo $100.000 (2) |
| Torneo $80.000 (0)  |
| Torneo $75.000 (0)  |
| Torneo $60.000 (1)  |
| Torneo $50.000 (0)  |
| Torneo $40.000 (1)  |
| Torneo $25.000 (0)  |
| Torneo $15.000 (0)  |
| Torneo $10.000 (0)  |

| N. | Data             | Torneo                                       | Superficie  | Compagna       | Avversarie in finale             | Score            |
| 1. | 16 febbraio 2014 | Dow Corning Tennis Classic, Midland          | Cemento (i) | Anna Tatišvili | Sharon Fichman Maria Sanchez     | 7–5, 5–7, [10–6] |
| 2. | 20 maggio 2017   | Empire Trnava Cup, Trnava                    | Terra rossa | Naomi Broady   | Chuang Chia-jung Renata Voráčová | 6-3, 6-2         |
| 3. | 11 maggio 2019   | Fukuoka International Women's Cup, Fukuoka   | Sintetico   | Naomi Broady   | Kristie Ahn Alison Bai           | w/o              |
| 4. | 14 ottobre 2023  | The Campus Carby Ladies Open, Quinta do Lago | Cemento     | Olivia Gadecki | Francisca Jorge Matilde Jorge    | 6-4, 6-1         |

#### Sconfitte (4)
| Torneo $100.000 (2) |
| Torneo $80.000 (0)  |
| Torneo $75.000 (1)  |
| Torneo $60.000 (0)  |
| Torneo $50.000 (0)  |
| Torneo $40.000 (0)  |
| Torneo $25.000 (1)  |
| Torneo $15.000 (0)  |
| Torneo $10.000 (0)  |

| N. | Data             | Torneo                                                | Superficie | Compagna         | Avversarie in finale                 | Score            |
| 1. | 13 marzo 2012    | Sheriff Jim Coats Clearwater Women's Open, Clearwater | Cemento    | Naomi Broady     | Ekaterine Gorgodze Al'jona Sotnikova | 3–6, 2–6         |
| 2. | 9 giugno 2012    | AEGON Nottingham Challenge, Nottingham                | Erba       | Laura Robson     | Eléni Daniilídou Casey Dellacqua     | 4-6, 2-6         |
| 3. | 7 giugno 2019    | Surbiton Trophy, Surbiton                             | Erba       | Yanina Wickmayer | Jennifer Brady Caroline Dolehide     | 3–6, 4–6         |
| 4. | 10 dicembre 2023 | Al Habtoor Tennis Challenge, Dubai                    | Cemento    | Olivia Nicholls  | Tímea Babos Vera Zvonarëva           | 1-6, 6-2, [7-10] |

## Grand Slam Junior

### Singolare

#### Vittorie (1)
| Tornei del Grande Slam  |
| ----------------------- |
| Australian Open (0)     |
| Open di Francia (0)     |
| Torneo di Wimbledon (0) |
| US Open (1)             |

| N. | Data              | Torneo            | Superficie | Avversaria in finale | Punteggio |
| 1. | 12 settembre 2009 | US Open, New York | Cemento    | Jana Bučina          | 6-4, 6-1  |

### Doppio

#### Sconfitte (1)
| Tornei del Grande Slam  |
| ----------------------- |
| Australian Open (0)     |
| Open di Francia (1)     |
| Torneo di Wimbledon (0) |
| US Open (0)             |

| N. | Data          | Torneo                  | Superficie  | Compagna    | Avversarie in finale                 | Punteggio        |
| 1. | 6 giugno 2009 | Open di Francia, Parigi | Terra rossa | Tímea Babos | Elena Bogdan Noppawan Lertcheewakarn | 6-3, 3-6, [8-10] |

## Risultati in progressione
| Sigla | Risultato               |
| ----- | ----------------------- |
| V     | Vincitore               |
| F     | Finalista               |
| SF    | Semifinalista           |
| O     | Oro olimpico            |
| A     | Argento olimpico        |
| SF    | Bronzo olimpico         |
| QF    | Quarti di Finale        |
| 4T    | Quarto turno            |
| 3T    | Terzo turno             |
| 2T    | Secondo turno           |
| 1T    | Primo turno             |
| RR    | Round Robin             |
| LQ    | Turno di qualificazione |
| A     | Assente                 |
| ND    | Non disputato           |

| Legenda superfici    |
| -------------------- |
| Cemento              |
| Terra battuta        |
| Erba                 |
| Superficie variabile |

### Singolare
| Tornei del Grande Slam |               |               |               |               |               |               |               |               |               |               |               |               |               |               |             |             |             |
| Australian Open        | A             | LQ            | 1T            | 3T            | 1T            | 1T            | 1T            | 2T            | 1T            | 1T            | 2T            | 2T            | 2T            | Q1            | 0 / 11      | 6-11        | 35%         |
| Open di Francia        | A             | 2T            | 2T            | 1T            | 2T            | 2T            | 2T            | Q3            | 2T            | Q2            | 1T            | 1T            | 1T            | Q1            | 0 / 10      | 6–10        | 38%         |
| Wimbledon              | 1T            | 1T            | 3T            | 1T            | 2T            | 3T            | 1T            | 3T            | 1T            | 2T            | ND            | 1T            | 4T            | 1T            | 0 / 13      | 11-13       | 46%         |
| US Open                | Q1            | 1T            | 1T            | 1T            | 1T            | 1T            | 1T            | 1T            | 1T            | Q1            | 1T            | 1T            | Q3            | Q1            | 0 / 6       | 0–6         | 0%          |
| Vittorie-sconfitte     | 0–1           | 1–3           | 3–4           | 2–4           | 2–4           | 3-4           | 1-4           | 3-3           | 1-4           | 1-2           | 1-3           | 1-3           | 4-3           | 0-1           | 0 / 40      | 23–40       | 37%         |
| Giochi Olimpici        |               |               |               |               |               |               |               |               |               |               |               |               |               |               |             |             |             |
| Giochi olimpici estivi | Non disputato | Non disputato | 2T            | Non disputato | Non disputato | Non disputato | 2T            | Non disputato | Non disputato | Non disputato | Non disputato | A             | Non disputato | Non disputato | 0 / 2       | 2–2         | 50%         |
| WTA Premier Mandatory  |               |               |               |               |               |               |               |               |               |               |               |               |               |               |             |             |             |
| Indian Wells           | A             | LQ            | LQ            | 1T            | 2T            | 4T            | 2T            | 2T            | 1T            | LQ            | A             | 1T            | 1T            | A             | 0 / 8       | 6–8         | 43%         |
| Miami                  | 1T            | 1T            | 3T            | 1T            | 1T            | 2T            | 4T            | 1T            | 1T            | LQ            | A             | 1T            | 3T            | Q1            | 0 / 11      | 8-11        | 42%         |
| Madrid                 | A             | A             | A             | A             | A             | 1T            | 1T            | A             | A             | A             | A             | Q1            | Q2            | A             | 0 / 2       | 0–2         | 0%          |
| Pechino                | A             | A             | Q2            | 1T            | 1T            | Q2            | Q1            | Q1            | Q2            | Q2            | A             | A             | A             | A             | 0 / 2       | 0–2         | 0%          |
| WTA Premier 5          |               |               |               |               |               |               |               |               |               |               |               |               |               |               |             |             |             |
| Dubai                  | A             | A             | Non Premier 5 | Non Premier 5 | Non Premier 5 | 1T            | NP5           | A             | NP5           | A             | A             | A             | Q2            | A             | 0 / 1       | 0–1         | 0%          |
| Doha                   | ND            | NP5           | LQ            | A             | A             | NP5           | A             | NP5           | A             | NP5           | A             | A             | A             | A             | 0 / 0       | 0–0         | 0%          |
| Roma                   | A             | LQ            | A             | A             | A             | 2T            | 2T            | A             | A             | Q2            | A             | Q1            | A             | A             | 0 / 2       | 2–2         | 50%         |
| Canada                 | A             | LQ            | A             | LQ            | 3T            | 2T            | 1T            | 1T            | A             | A             | A             | Q2            | Q1            | A             | 0 / 4       | 3–4         | 43%         |
| Cincinnati             | A             | A             | A             | LQ            | 1T            | 1T            | A             | Q1            | A             | Q1            | 1T            | 2T            | A             | A             | 0 / 4       | 1–4         | 20%         |
| Tokyo                  | A             | A             | 2T            | LQ            | Non Premier 5 | Non Premier 5 | Non Premier 5 | Non Premier 5 | Non Premier 5 | Non Premier 5 | Non Premier 5 | Non Premier 5 | Non Premier 5 | Non Premier 5 | 0 / 1       | 1–1         | 50%         |
| Wuhan                  | Non disputato | Non disputato | Non disputato | Non disputato | 1T            | 1T            | 1T            | Q2            | A             | Q1            | A             | A             | A             | A             | 0 / 3       | 0–3         | 0%          |
| Carriera               |               |               |               |               |               |               |               |               |               |               |               |               |               |               |             |             |             |
| Tornei giocati         | 5             | 11            | 18            | 16            | 17            | 20            | 20            | 15            | 17            | 9             | 8             | 10            | 9             | 8             | 190         | 190         | 190         |
| Titoli–Finali          | 0–0           | 0–0           | 1–1           | 0–0           | 0–0           | 1-1           | 2-2           | 0-1           | 0–0           | 0–0           | 1-1           | 0–0           | 0–0           | 0–0           | 4-5         | 4-5         | 4-5         |
| Ranking di fine anno   | 176           | 92            | 49            | 119           | 50            | 54            | 75            | 74            | 101           | 92            | 59            | 73            | 133           | 169           | $ 5.317.504 | $ 5.317.504 | $ 5.317.504 |

## Vittorie contro giocatrici top 10
| Stagione | 2015 | 2016 | 2017 | Totale |
| -------- | ---- | ---- | ---- | ------ |
| Vittorie | 1    | 0    | 1    | 8      |

| #    | Giocatrice          | Ranking | Evento                               | Superficie | Turno | Punteggio | Rank. HWR |
| ---- | ------------------- | ------- | ------------------------------------ | ---------- | ----- | --------- | --------- |
| 2015 |                     |         |                                      |            |       |           |           |
| 1.   | Agnieszka Radwańska | 8       | Indian Wells Open, Indian Wells      | Cemento    | 3R    | 6–4, 6–4  | 43        |
| 2017 |                     |         |                                      |            |       |           |           |
| 2.   | Dominika Cibulková  | 9       | Eastbourne International, Eastbourne | Erba       | 2R    | 7-5, 6-4  | 126       |